# Ubosko polje
Ubosko polje je krško polje u Bosni i Hercegovini
Nalazi se u istočnoj Hercegovini, kod Ljubinja. Manje je krško polje između Popova i Dabarskog polje. Površina Uboskog polja je 5,3 km2, a dno mu se nalazi na oko 440 metara nadmorske visine.
Glavno naselje je Ubosko smješteno uz istočni rub polja. U Uboskom polju se osim dvije veće nekropole stećaka, Ubosko 1 (57 stećaka) i Ubosko 2 (32 stećka) koje su proglašene nacionalnim spomenicima BiH ističe i nekropola Crkvina s 48 stećaka. Nešto zapadnije od nekropole Crkvina nalazi se lokalitet Grebuša gdje se vjerojatno nalaze ostaci srednjovjekovne crkve u čijoj se blizini nalazi pet sandučastih stećaka, jedna ploča i dva uništena stećka. Osim toga postoji više manjih nekropola koje vjerojatno pripadaju nekim obiteljima (5-10 stećaka) ili rodovima (do 30 stećaka).